# ブトヴィーダス
ブトヴィーダス（プクヴェラス、リウトベラス、リトアニア語: Putuwerus、1294/5年に死去）は、リトアニア大公、ヴィテニスの父及びゲディミナスの父と思われている人物であり、後のゲディミナス朝の始祖である。

## 確実な情報
ブトヴィーダスが記述されている唯一信頼に足りうる歴史上の資料はペーター・フォン・ドブスブルクの年代記である。同書における1291年の項では息子のヴィテニスをポーランドに遠征させたブトヴィーダスのことを「リトアニアの王」（ラテン語: Rex Lethoviae）と呼んでいる。年代記に書かれたブラックレターは大公の名をPutuwerusないしは、より少ない可能性としてのLutuwerusと読むのを可能とする。

## 推定
『ブィホヴィエツ年代記 』に代表されるような後世の歴史書がブトヴィーダスについて«з именя держачого в Жомойти речоного Эйрагола»と記述していることから、ジェマイティアが出生の地だと裏付けられる。テオドラス・ナルブタスは、アリオガラの創設者で、1264年のトレニオタ殺害後にポラツク公国を受け取った海賊リウトベラスの伝説について挙げた。これに関してはナルブタスは、他で確認されていないポーランド語の文献『Rękopis Rovdana』（Rovdan写本）を利用したといわれる。 
ポーランドの歴史家であるユーゼフ・プズィナは、ブトヴィーダスは『イパチエフ年代記』における1289年の兄弟と思われるブティゲイディスの記述に出ている可能性があると推測している。
イェージ・オクマニスキイは『ザドンシナ』の記述でゲディミナス家の者が自らを“スカルマンタスの曾孫”と名乗っていることからブトヴィーダスの父はスカルマンタスであることに気付いた。